# Hekalé
Hekalé (řecky Εκάλη, latinsky Hecale) je postava z řecké mytologie. Chudá stařenka, která poskytla athénskému hrdinovi Théseovi přístřeší a večeři, když ho za výpravy proti krétskému býku zastihl u její chýše liják. Když se jí pak přišel odměnit, našel ji už mrtvou. Na její počest pak vyhlásil svátek a slavnostní hry. Příběh o Hekalé patří mezi málo antických pověstí, jejichž hrdiny jsou prostí lidé.